# Асне
Асне́ (фр. Assenay) — коммуна во Франции, находится в регионе Шампань — Арденны. Департамент — Об. Входит в состав кантона Буйи. Округ коммуны — Труа.
Код INSEE коммуны — 10013.
Коммуна расположена приблизительно в 150 км к юго-востоку от Парижа, в 90 км южнее Шалон-ан-Шампани, в 13 км к югу от Труа.

## Население
Население коммуны на 2008 год составляло 151 человек.
| 1962 | 1968 | 1975 | 1982 | 1990 | 1999 | 2008 |
| ---- | ---- | ---- | ---- | ---- | ---- | ---- |
| 43   | 46   | 64   | 63   | 77   | 95   | 151  |

## Экономика
В 2007 году среди 93 человек в трудоспособном возрасте (15—64 лет) 77 были экономически активными, 16 — неактивными (показатель активности — 82,8 %, в 1999 году было 68,8 %). Из 77 активных работали 71 человек (39 мужчин и 32 женщины), безработных было 6 (2 мужчины и 4 женщины). Среди 16 неактивных 9 человек были учениками или студентами, 2 — пенсионерами, 5 были неактивными по другим причинам.

## Фотогалерея
- Памятник погибшим в Первой мировой войне
- Карта коммуны